# Џавед Карим
Џавед Карим (Мерзебург, 28. октобар 1979) амерички је софтверски инжењер и интернет предузетник бангладешко-немачког порекла. Он је суоснивач Јутјуба и прва особа која је поставила видео на сајт. Овај инаугурациони видео, под називом Ја у зоолошком врту постављен 23. априла 2005, погледан је преко 204 милиона пута. Током Каримовог рада у PayPal-у, где је упознао колеге суосниваче Стивена Чена и Чеда Харлија, дизајнирао је многе кључне компоненте, укључујући његов систем против интернет превара у реалном времену.